# Condado de Polk (Flórida)
O condado de Polk (em inglês:  Polk County) é um dos 67 condados do estado americano da Flórida. A sede do condado é Bartow e a cidade mais populosa é Lakeland. Foi fundado em 8 de fevereiro de 1861.

## Geografia
De acordo com o United States Census Bureau, o condado possui uma área de 5 207 km², dos quais 4 656 km² estão cobertos por terra e 551 km² por água.

## Demografia
Segundo o censo nacional de 2020, o condado possui uma população de 725 046 habitantes e em 2010 uma densidade populacional de 334.9 hab/milha², e possui 281 214 residências, que resultou em uma densidade de 60 residências/km².
Das 17 localidades incorporadas no condado, Lakeland é a mais populosa, com 97 422 habitantes, enquanto Hillcrest Heights é a mais densamente povoada, com 613 hab/km². Highland Park é a menos populosa, com 230 habitantes. De 2000 para 2010, a população de Haines City cresceu 56% e a de Eagle Lake reduziu em 10%. Apenas seis localidades possuem população superior a 10 mil habitantes.